# Mirza Salman Jaberi
Mirza Salman Jaberi (persisk: میرزا سلمان جابری اصفهانی; også stavet som Jabiri) var en prominent persisk statsmand i Safavid Persien, som var storvesir af shah Ismail II (r. 1576-77) og Mohammad Khodabanda (r. 1577-1588).